# 沙佩陨击坑
沙佩陨击坑（Chapais）是火星珍珠湾区的一座撞击坑，中心坐标位于南纬22.6度、西经20.6度处，直径37.4公里（23.2英里），其名称取自加拿大魁北克省沙佩社区，1976年被国际天文学联合会行星系统命名工作组正式采用。